# Riddick (film)
Riddick är en amerikansk science-fiction-film från 2013, regisserad och skriven av David Twohy och producerad av Vin Diesel, som även spelar huvudrollen som Richard B. Riddick. Filmen är uppföljaren till Pitch Black (2000) och Chronicles of Riddick (2004). Filmen hade biopremiär den 6 september 2013 i Nordamerika och den 20 september i Sverige.

## Intrig
Nio år efter händelserna i Pitch Black har Riddick blivit allt tröttare på sin roll som överbefälhavare av Necromongernas flotta. Han har vägrat att svära in sig i Necromonger-tron vilket lett till missnöje och mordförsök från hans underlydande. Riddick gör en deal med sin närmaste, kommendör Vaako att denne får bli näste överbefälhavare, mot att han själv informeras om läget för hemplaneten Furya och ett skepp att ta sig dit. Så, ledd av Vaakos adjutant, Krone, anländer Riddick och en  grupp Necromonger till en ödslig planet. Riddick upptäcker att den inte är Furya och avlivar de flesta i eskorten, när de försöker lönnmörda honom. I tumultet lyckas Krone utlösa ett jordskred som begraver Riddick levande. De kvarvarande ger sig av och lämnar Riddick att dö på den solförbrända planeten som förefaller vara livlös.
Riddick lyckas ta sig ut från rashögen med ett brutet ben, som han fixerar och spjälar. Snart  visar  det sig att han måste kämpa för att klara livet, när han stöter på inhemska främmande rovdjur som är mycket dödligare än några människor han har mött: gamlika flygare, mängder av giftiga, skorpionlika vattenlevande varelser med epitetet ”gyttjedemoner” och schakallika bestar, av vilka han fångar en övergiven valp. Riddick gömmer sig bland ruiner i klippterrängen från vilka han skymtar ett vidsträckt savannområde i fjärran. Den enda framkomliga vägen dit går dock genom lerpölar vaktade av gyttjedemoner. Han tillbringar benets läketid med att tillverka lämpliga närstridsvapen, föder opp och tränar schakalvalpen och bygger upp immunitet för sig och valpen mot gyttjedemonernas gift. Han ser tecken på en annalkande tyfon och anar följden att regnvatten kommer att väcka mängder av demoner ur ide. De två lyckas ta sig över till savannen och i hopp om att komma från planeten aktiverar Riddick en nödsignal i en militär beredskapsanläggning, vilket samtidigt röjer sändarens identitet. 
Den första gruppen som snabbt anländer är fyra prisjägare, ledda av en hänsynslös och instabil man kallad Santana, på jakt efter skottpremien som satts på Riddicks huvud. Ett andra gäng är ett tiotal professionella välutrustade legosoldater, ledda av en man som så småningom identifierar sig som Boss Johns, far till en Johns som inte överlevde strapatserna i Pitch Black. Ett av de två rymdskeppen är av intresse för Riddick och resten blir en seg kamp under det att tiden löper ut för den annalkande stormen, som ingen av dem kan överleva.

## Rollista
- Vin Diesel - Richard B. Riddick
- Jordi Mollà - Santana
- Matt Nable - Boss Johns
- Katee Sackhoff - Dahl
- Dave Bautista - Diaz
- Bokeem Woodbine - Moss
- Raoul Trujillo - Lockspur
- Conrad Pla - Vargas
- Danny Blanco Hall - Falco
- Noah Danby - Nunez
- Neil Napier - Rubio
- Nolan Gerard Funk - Luna
- Karl Urban - Vaako
- Alex Branson - Lex Branman
- Andreas Apergis - Krone
- Keri Hilson - Santanas fånge

## Uppföljare
En sequel utlovades i januari 2014 av Vin Diesel på hans Facebook sida. Universal Pictures önskade ta fram en fjärde Riddick-film, som en följd av säljframgång för denna seriens senaste film på DVD.